# تیشه‌ای برای ماه عسل
تیشه‌ای برای ماه عسل (انگلیسی: Hatchet for the Honeymoon) یک فیلم جالو به کارگردانی ماریو باوا است که در سال ۱۹۷۰ منتشر شد.

## گزیدهٔ بازیگران
- داگمار لاساندار
- لائورا بتی
- فمی بنوسی
- خسوس پوئنته
- لوچانو پیگوتسی
- ژرارد تیشی
- خوزه ایگناسیو آبادال